# Tawerettenru
Tawerettenru là một vương hậu dưới thời Vương triều thứ 20 trong lịch sử Ai Cập cổ đại. Bà chỉ được nhắc đến trên cuộn giấy cói Wilbour được biên soạn dưới triều pharaon Ramesses V, do đó được xem là phu nhân của vị vua này.
Cuộn cói Wilbour được biên soạn vào năm thứ 4 của Ramesses V ghi chép lại quá trình khảo sát điền trang của vùng Trung Ai Cập. Trong đó, Tawerettenru, được gọi với danh hiệu "Phu nhân của Nhà vua", cũng có đất đai ở khu vực này. Ngoài ra, một phu nhân khác là Henutwati cũng được nhắc đến trong cuộn cói với danh hiệu chính thất, có thể là chính hậu của Ramesses V.